# Myrmeleon (Myrmeleon) wismanni
Myrmeleon (Myrmeleon) wismanni is een insect uit de familie van de mierenleeuwen (Myrmeleontidae), die tot de orde netvleugeligen (Neuroptera) behoort. 
Myrmeleon (Myrmeleon) wismanni is voor het eerst wetenschappelijk beschreven door Navás in 1936.